# Тиховићи
Тиховићи су село у сарајевској приградској општини Вогошћа, Федерација Босне и Херцеговине, БиХ. По посљедњем службеном попису становништва из 1991. године, насељено мјесто Тиховићи имало је 368 становника, сљедећег националног састава:
- Муслимани — 367 (99,72%)
- остали, неопредијељени и непознато — 1 (0,28%)